# Méthode des doubles moindres carrés
La méthode des doubles moindres carrés ou la méthode des moindres carrés en deux étapes (en anglais 2SLS pour two-stage least squares) est une méthode utilisée en économétrie introduit par Robert Basmann en 1957 et Henri Theil en 1961. 
Cet estimateur permet d'estimer un modèle de régression linéaire à variables instrumentales.